# C&S (企業)

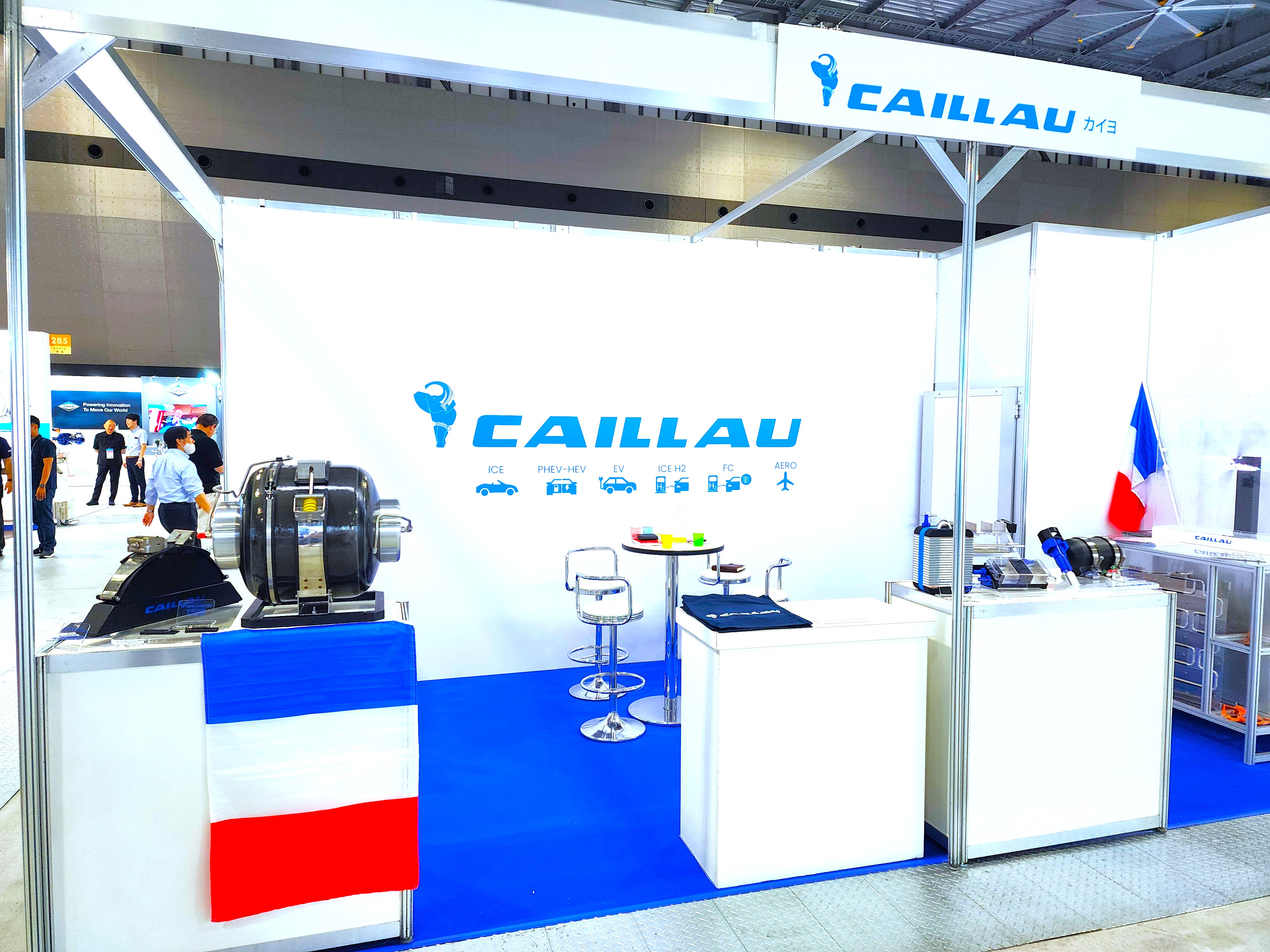
人とくるまテクノロジー展2024名古屋出展。

C&S合同会社（シーアンドエスごうどうがいしゃ、英語表記：C&S LTD）は、東京都港区に本社を置く、販売促進およびカスタマーサポートの業務委託を主に事業とする日本の企業。通称はCS。

## 概要
販売促進（セールスプロモーション）やカスタマーサポートに関するBPO（ビジネス・プロセス・アウトソーシング）サービスを提供している。フランスの工業製品メーカーであるカイヨ（CAILLAU）社とパートナーシップを締結している。

## 事業内容
- 販売促進業務の受託。
- カスタマーサポート業務の受託。

## 沿革
- 2022年10月 - 設立。
- 2022年10月 - カイヨ社とパートナーシップを締結。

## 活動記録
- 2023年7月「人とくるまテクノロジー展2023名古屋」に初出展。
- 2024年7月「人とくるまテクノロジー展2024名古屋」に出展。
- 2025年5月「人とくるまテクノロジー展2025横浜」に初出展。